# Hipoquílids
Els hipoquílids (Hypochilidae) són una petita família d'aranyes araneomorfes. Fou descrita per primera vegada per G. Marx l'any 1888.
Són de les aranyes més primitives que existeixen. Té caràcters similars als migalomorfs, ja que tenen dos parells de pulmons en llibre, però són araneomorfs per la disposició dels quelícers, amb els ullals que s'entrecreuen. Aquestes aranyes de potes llargues construeixen teranyines en forma de "pàmpols" típics, sobretot a les coves. Són anomenades "lampshade spiders" ("aranyes pantalla de llum") a causa de la forma de les seves teranyines que normalment les construeixen per sota cornises. Les seves característiques fan que siguin un grup molt proper a les Neocribellatae.

## Sistemàtica

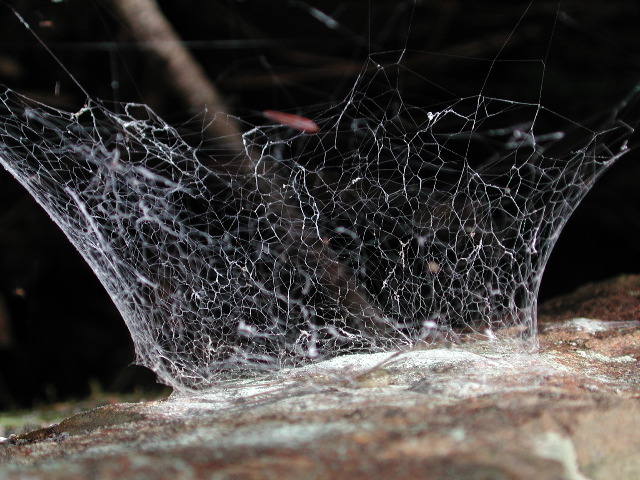
Teranyina dHypochilus sp.

### Ectatosticta
Simon, 1892
- Ectatosticta davidi (Simon, 1889) (Xina) (espècie tipus)
- Ectatosticta deltshevi Platnick & Jäger, 2009 Xina

### Hypochilus
Marx, 1888
- Hypochilus bernardino Catley, 1994 (EUA)
- Hypochilus bonneti Gertsch, 1964 (EUA)
- Hypochilus coylei Platnick, 1987 (EUA)[4]
- Hypochilus gertschi Hoffman, 1963 (EUA)[5]
- Hypochilus jemez Catley, 1994 (EUA)
- Hypochilus kastoni Platnick, 1987 (EUA)
- Hypochilus petrunkevitchi Gertsch, 1958 (EUA)
- Hypochilus pococki Platnick, 1987 (EUA)
- Hypochilus sheari Platnick, 1987 (EUA)
- Hypochilus thorelli Marx, 1888 (EUA) (espècie tipus)

Totes les espècies del gènere Hypochilus es troben als Estats Units (Apalatxes, Muntanyes Rocoses i Califòrnia). El gènere Ectatosticta es troba només a la Xina.

### Superfamília Hypochiloidea
Els hipoquílids formen l'única família dins la superfamília dels hipoquiloïdeus (Hypochiloidea). Les aranyes, tradicionalment, havien estat classificades en famílies que van ser agrupades en superfamílies. Quan es van aplicar anàlisis més rigorosos, com la cladística, es va fer evident que la major part de les principals agrupacions utilitzades durant el segle XX no eren compatibles amb les noves dades. Actualment, els llistats d'aranyes, com ara el World Spider Catalog, ja ignoren la classificació de superfamílies.